# إبراهيم بن حسن المضيري
هو الشيخ إبراهيم بن حسن المضيري الأحسائي هو أديب وعالم دين متخصص بالفقه الحنفي ولد بمنطقة الأحساء درس على يد عدة فقهاء أبتدًا بعبد الرحمن بن عيسى المرشدي بمكة المكرمة الذي أجازه في علوم شتى وتاج الدين الهندي حين قدم على الأحساء. نظم الشعر في مواضيع متعددة وألف عدة كتب من بينها «شرح نظم الأجرومية للعمريطي» و«دفع الأسى في أذكار الصبح والمسا». توفي بالأحساء في السابع من شهر شوال سنة 1048 هجرية الموافق للعاشر من فبراير 1639 ميلادية.

## سيرته
هو أبو إسحاق برهان الدين إبراهيم بن حسن الملا الحنفي المضيري الأحسائي، ولد في مدينة الأحساء وبالضبط في حي الكوت في أواخر القرن العاشر الهجري. تعلم على يد خاله الشيخ محمد بن ملا علي آل الواعظ الذي حبب إليه العلم منذ نعومة أظفاره، وقد تعلم على يديه عددًا من العلوم كالعقائد والأصول والحديث والتفسير والنحو والصرف والمنطق والبيان. بعد ذلك رحل إلى الحجاز حيت تعلم عند خيرة علماء الحرمين كعبد الرحمن بن عيسى المرشدي وعلماء أخرين وافدين على البقاع المقدسة. تولى منصب الإفتاء حتى وفاته كما ألف عددًا من الكتب بالإضافة إلى نظمه لشعر. توفي بالأحساء في السابع من شهر شوال سنة 1048 هجرية الموافق للعاشر من فبراير 1639 ميلادية.

## أشعاره
| ولا تكُ في الدنيا مضافًا وكن بها |  | مضافًا إليه إن قدرتَ عليهِ   |
| فَكُلُّ مضافٌ للعواملِ عرضَةٌ          |  | وقد خُصَّ بالخفضِ المضافُ إليه |

ومنها قوله أيضا:
| أُكاتبكم والقلبُ فيه من النوى |  | بلابِلُ قد أودت بحالي إلى الخَلفِ |
| وصِرتُ كحَرفِ الـمدِّ لازم علّةً    |  | وعاقبةُ الإعلالِ تُفضي إلى الحذف |

كما قال معزيًا أحد أصدقائه:
| أعزِّيك فيما قد أصبت وخيرُ ما |  | يُعزى به ذو الدين حسنُ يقين |
| بأنَّ إله العرش خار لعبده    |  | بما فات خيرًا وهو غيرُ ظنين |
| فإن تمَّ هذا فانتظر حسن فضله |  | بصبرٍ جميلٍ بالنجاحِ قمين    |

## مؤلفاته[3]
- الأجوبة الابتسامية عن الأسئلة البسامية وهو مطبوع في كتاب فتاوى علماء الأحساء ومسائلهم، لعبد العزيز العصفور.
- بسط الكسا شرح دفع الأسى.
- تحفة المبتدي في الوضوء والصلاة، وهو مطبوع.
- تنقيح العمل في حل أبيات الجَمل وقد حُقّق في رسالة جامعية.
- دفع الأسى في أذكار الصبح والمسا وهو مطبوع.
- سلّم الأفاضل إلى معرفة رؤوس المسائل حقّقه الشيخ يحيى ونشره إلى جانب كتاب شرح نصيحة التاج ابن زكريا.
- شرح المنظومة العمريطية في النحو. وقد حُقّق في رسالة جامعية وهو شرحٌ لنظم الآجرومية.
- طرفة المهتدي إلى تحفة المبتدي مخطوط.
- عقد العقيان في شعب الإيمان، وهي منظومة في ُ شعب الإيمان.
- الفتاوى الإبراهيمية، وهي مجموعة فتاوى للشيخ إبراهيم جمعها أحد أحفاده.
- منظومة في آداب الأكل والشرب.
- منظومة في المواضع التي يُفتح وُيكسر فيها همزة (إنّ).
- منظومة في مواضع الصلاة على النبي (ص).
- هداية المريد شرح جوهرة التوحيد.
- هداية الناسك في أحكام المناسك.
- وظيفة الناسك المعلمة في أوراد الإمام مبارك بن سلمة.